# Emmanuel Bénézit
Pour les articles homonymes, voir Bénézit (homonymie).
Emmanuel Bénézit, né le 1er mai 1854 à Jersey et mort le 21 octobre 1920 à Paris, est un écrivain d'art français. Il a publié le Dictionnaire des peintres, sculpteurs, dessinateurs et graveurs de tous les temps et de tous les pays connu sous le nom de Bénézit.

## Biographie
Emmanuel Bénézit est le fils de Charles Bénézit et Euphrasie Boulanger. Il naît à Jersey, lors de l'exil de ses parents, en raison de la politique de Napoléon III. Son père, opposant politique au régime, s'était en effet réfugié dans l'île britannique en même temps que son ami intime Victor Hugo, d'après le témoignage du peintre Auguste Vacquerie. 
Emmanuel Bénézit a publié (3 volumes) le Dictionnaire des peintres, sculpteurs, dessinateurs et graveurs de tous les temps et de tous les pays (1911–1923) connu aujourd'hui sous le nom de Bénézit et a pour collaborateur Edmond-Henri Zeiger-Viallet (1895–1994) puis le peintre Jacques Busse. Son travail est contemporain du Dictionnaire des ventes d'art faites en France et à l'étranger pendant les XVIIIe et XIXe siècles par le Dr Hippolyte Mireur, publié à Paris chez Ch. de Vincenti et également connu sous le nom de son auteur, le Mireur.
En 1882, il épouse Marie Mélanie Grapain. Le couple donne naissance à Emmanuel-Charles Bénézit, qui deviendra artiste peintre et historien d'art.
Il meurt à son domicile de la rue de Seine. Il est inhumé le 24 octobre 1920 au cimetière parisien de Bagneux.

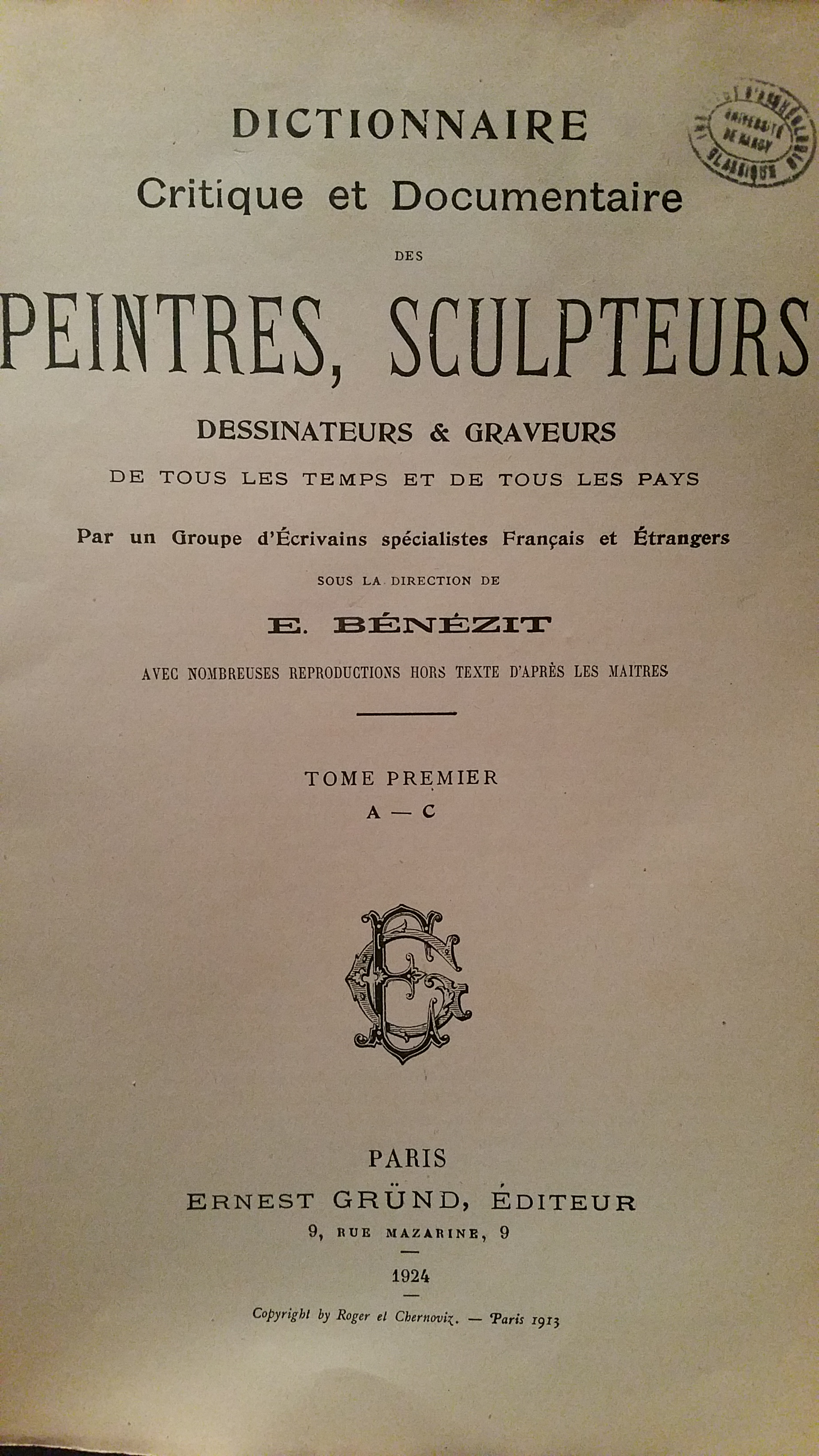
Édition de 1924 du Bénézit : page de titre du premier tome.

Le Bénézit est régulièrement réédité : 
- la première édition (1911–1923) compte trois volumes ;
- la deuxième (1948–1955), huit volumes ;
- la troisième (1976), dix volumes ;
- la quatrième (1999), 14 volumes ;
- la cinquième (2006), la première version en langue anglaise, 14 volumes.